# Invasión de la Guayana Francesa
La invasión de la Guayana Francesa fue un episodio de la historia de Portugal y de Brasil. Se produjo durante la Guerra Peninsular cuando el príncipe regente Juan VI, en represalia por la invasión francesa, ordenó la conquista de la Guayana Francesa en 1809.

## Historia
Uno de los objetivos estratégicos de la campaña era redifinir la frontera de Brasil con la Guayana Francesa de acuerdo con el Tratado de Utrecht (1712), y colocarla de nuevo en el río Oyapoque, anulando lo establecido en los tratados de París (1797), Badajoz y Madrid (1801) e incluso Amiens (1802)
Para ello, se enviaron por tierra 700 hombres desde Pará comandados por el teniente general Manuel Marques de Sousa, que estaban apoyados por mar por la escuadra de la marina real británica, dirigida por James Lucasjdd Yeo, jefe de las fuerzas navales a bordo de la fragata Confiance con 26 piezas de artillería enviadas desde Río de Janeiro junto con los bergantines Voador (con 18 piezas, comandado por José Antônio Salgado) y el Infante D. Pedro (con 18 piezas, dirigido por Luís da Cunha Moreira), la goleta General Magalhães, con 12 piezas y los cúteres Vingança y Leão, dirigidos por el teniente Manuel Luís de Melo. Los fusileros marinos estaban bajo el mando de Luís da Cunha Moreira, más tarde vizconde de Cabo Frío y primer ministro de Marina del Brasil independiente.
El primer combate se produjo el 15 de diciembre a las márgenes del río Aproak y se capturaron dos embarcaciones francesas. Algunas semanas después, las tropas inglesas y portuguesas salieron para conquistar los principales fuertes franceses en el río Maroni. El 6 de enero de 1809, se conquistó el fuerte Diamant, al día siguiente el fuerte Dégrad des Cannes y posteriormente el fuerte Trío, todos en Cayena
El 12 de enero, las tropas sitiaron la capital, Cayena, cuyo gobernador Victor Hughes se rindió sin resistencia y firmó la capitulación en Bourda Guayana empezó a ser administrada por João Severiano Maciel da Costa, posteriormente marqués de Queluz, bajo el nombre de «Colonia de Cayena y Guayana».

## La Gabriele y los jardines botánicos brasileños
Existía, en la región de Cayena, un famoso complejo agrícola mantenido por la Corona francesa —formado por la «Habitation Royale des Épiceries», más conocida como La Gabriele; la «Habitation de Mont‑Baduel»; la Habitation Tilsit y la «Fábrica de Maderas de Nancibo»— que era uno de los principales ejemplos de establecimientos coloniales en la Guayana debido a su extensión, su productividad y el número de esclavos.
La posesión de La Gabriele se convertiría en uno de los mayores beneficios que obtuvieron los portugueses con la anexión de una colonia tan agitada. Además de ser una de las principales fuentes de ingresos de la colonia, reunía todas las especies vegetales deseadas por los portugueses. En abril de 1809, Rodrigo de Sousa Coutinho, responsable de los huertos brasileños, le pidió al gobernador del Gran Pará que ordenase el traslado de Cayena a Belém, así como a otras regiones, de «la mayor cantidad posibles de todos los árboles de especias». Junto a ellos, deberían ser enviados «hábiles jardineros» que no estuviesen «contaminados por la ideología liberal». Ese mismo mes, una nueva orden determinaba el traslado de las plantas desde el Pará hasta Río de Janeiro ya que se entendía que la búsqueda de «todo tipo de cultivos» era «algo esencial para Brasil» en aquel momento. Fue el administrador francés de La Gabriele, Joseph Martin quien redactó el listado de plantas y las instrucciones para la plantación de las 82 especies embarcadas en seis cajas.
Durante la ocupación portuguesas se enviaron a Brasil diversos árboles de especias y especias como la nuez moscada, el clavo de olor o el árbol del pan así como mudas de nuez, aguacate y de caña cayena, que era mucho mejor que la caña de azúcar cultivada en Brasil en aquel entonces. Esta colección sería una de las precursoras de la creación del Jardín Botánico de Río de Janeiro.

## Devolución del territorio
En 1814, con la derrota de Napoleón, el gobierno francés, ahora dirigido por Luis XVIII, volvió a reivindicar la posesión de la colonia. Sin embargo, Juan VI no aceptó los términos de la propuesta francesa y la cuestión pasó a ser discutida por el Congreso de Viena el año siguiente. En esas negociaciones, Francia estuvo de acuerdo en hacer retroceder los límites de su colonia hasta lo propuesto por el Gobierno portugués, fijando la frontera entre los dos territorios. Por ello, el 21 de noviembre de 1817, como resultado del Congreso de Viena, los portugueses abandonaron Cayena con la firma de un convenio entre Francia y el nuevo Reino Unido de Portugal, Brasil y Algarve. José Severiano pasó el gobierno al conde Claude Carra de Saint-Cyr, general de Luis XVIII.